# (27950) 1997 OF1
1997 أو أف 1 (ويعرف أيضًا باسم (27950) 1997 أو أف 1 وفق تسمية الكوكب الصغير) (بالإنجليزية: 1997 OF1)‏ هو كويكب ضمن حزام الكويكبات؛ وترتيبه 27950 من حيث الاكتشاف.
اكتُشف هذا الجُرم الفلكي بواسطة George R. Viscome ‏ في 30 يوليو 1997.

## وصلات خارجية
- (27950) 1997 OF1 في قاعدة بيانات مختبر الدفع النفاث لأجرام النظام الشمسي الصغيرة

- الاكتشاف · مخطط المدار ·  العناصر المدارية · المعلمات المادية

- (27950) 1997 OF1 على موقع ويكي سكاي: DSS2, SDSS, GALEX, IRAS, Hydrogen α, X-Ray, Astrophoto, Sky Map, Articles and images